# KkStB řada 180
Lokomotivy řady 180 kkStB byly nákladní sdružené parní lokomotivy s vlečným tendrem c.k. Státních drah rakousko-uherské monarchie. Tyto lokomotivy si pořídila i Jižní dráha a po rozpadu monarchie se dostaly k železnicím nástupnických a některých sousedních zemí.

## Vznik a vývoj
Stoupající poptávka po českém uhlí v sousedním Sasku vyvolávala koncem 19. století vzrůstající nároky na jeho přepravu na sklonově náročné trati Most – Moldava tehdy již zestátněné Pražsko-duchcovské dráhy. Karl Gölsdorf pro tuto trať navrhl pětispřežní lokomotivy řady 180 – jednalo se o první evropské pětispřežní lokomotivy. Při jejich konstrukci využil teoretické poznatky Richarda von Helmholtz o průjezdu kolejových vozidel obloukem a v pojezdu uplatnil příčně posuvná dvojkolí.
V letech 1901 - 1908 bylo v rakouských a českých lokomotivkách (Floridsdorf, Vídeňské Nové Město, StEG a První Českomoravská továrna na stroje) postaveno celkem 181 těchto strojů.
Lokomotivy byly schopné dopravovat na sklonu 37‰ vlak o hmotnosti 190 t rychlostí 15 km/h a na sklonu 10‰ 700 t rychlostí 20 km/h, což odpovídá výkonu 1050 PS.
Lokomotivy byly přiděleny výtopnám Praha-Nusle, Louny, Plzeň, České Budějovice, Brno, Vídeň-západ, Wörgl, Knittelfeld, St. Veit an der Glan, Terst, Gorizia a Stryj.
Rakouská Jižní dráha objednala 27 shodných strojů pro svou trať přes Semmering a trať přes Brenner, tyto stroje dodaly lokomotivky ve Floridsdorfu a Vídeňském Novém Městě v letech 1901–1909.
Dalším vývojem vznikla varianta na přehřátou páru - řada 80 kkStB (524.0 ČSD).

## Provoz po 1. světové válce
Po první světové válce se všechny stroje Jižní dráhy a 50 strojů kkStB ocitlo v Itálii. FS jim přidělily řadu 477.
108 kusů přešlo pod ČSD, ty je označily řadou 523.0. Z nich bylo 23 se sušičem páry. Lokomotivy PKP nesly řadové označení Tw11, lokomotivy JDŽ 135 a třem rumunským strojům ponechaly CFR řadu 180.
Z 61 stroje, které zůstaly v Rakousku, bylo v roce 1938 v provozu již jen devět. Po obsazení Rakouska přešly k Deutsche Reichsbahn, které je přeznačily na 57.001–009. Žádná se nedočkala konce války.

## Popis

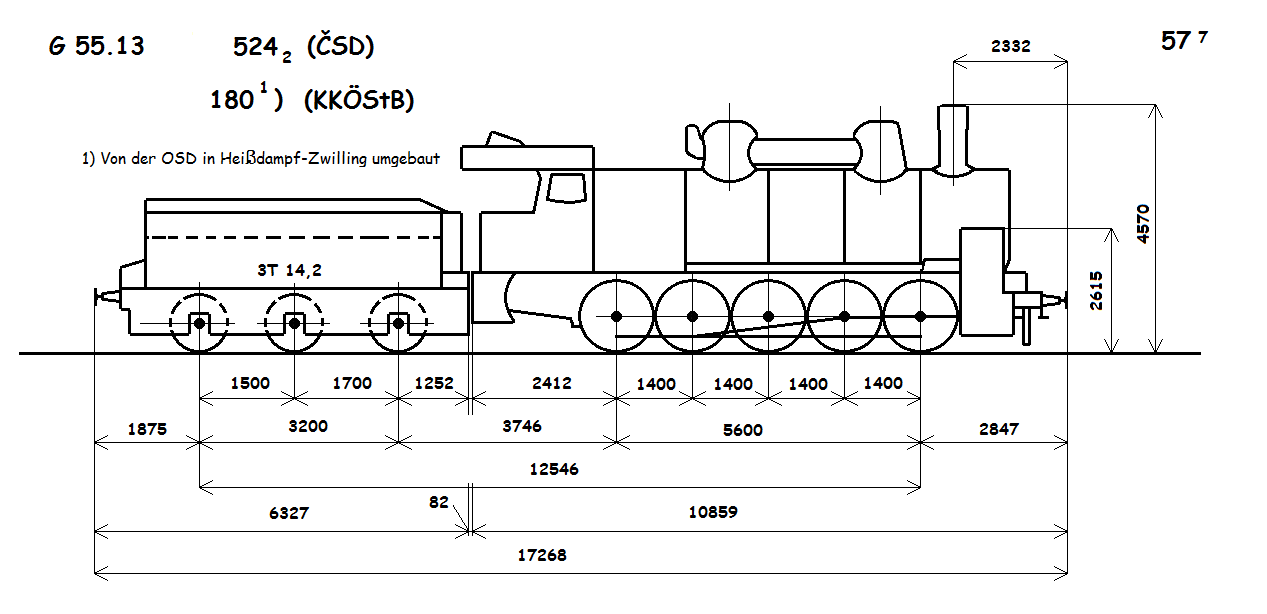
Schéma s rozměry lokomotivy řady 180

Lokomotivy řady 180 byly pětispřežní lokomotivy s vlečným tendrem, sdružené, na mokrou páru. Jejich konstrukce vycházela z řady 170 kkStB (434.0), se kterou byly v nejvyšší možné míře sjednoceny. Měly téměř shodný kotel se dvěma parojemy, dvojkolí, táhla, rozvod a mnoho dalších částí.
Pojezd vycházel také z řady 170. Válce byly posunuty vpřed, aby vytvořily prostor pro první spřažené dvojkolí. První, třetí a páté dvojkolí mělo umožněn příčný posuv, proto jako hnací bylo zvoleno čtvrté. Aby byla zachována shodná délka ojnice, ocitnul se křižák poměrně daleko od válce. Tento problém Gölsdorf vyřešil prodlouženou pístnicí, která měla přidanou ještě jednu podpěru před křižákovými pravítky.
U lokomotiv 180.500-557 z let 1907-1910 byly instalovány sušiče páry. Lokomotivy měly jeden parní dóm, válcový kotel byl zkrácen, resp. rozdělen na prostor kotle a sušiče.
Sušič páry Gölsdorf-Clench vznikl vložením další trubkovnice, která rozdělila kotel na dvě části – kotel a sušič. Žárnice touto vloženou trubkovnicí pouze procházely, potíž však byla s utěsněním, které bylo nad tehdejší technologické možnosti. Proto se sušiče příliš nerozšířily, brzy je vytlačily jednodušší a efektivnější přehřívače.

## Řada 524.2 ČSD
V roce 1924 rekonstruovali v První Českomoravské stroje 180.87, 117 a 514. Změnilo se rozdělení trubek v kotli, byl dosazen malotrubnatý přehřívač, šoupátkový regulátor se nahradil ventilovým, plochá šoupátka pístovými. Neměnilo se však nastavení protikliky, takže rekonstruované lokomotivy jezdily lépe tendrem napřed. Lokomotivy dostaly kulaté dýmniční dveře a litinové komíny s korunou. Lokomotivám se sušičem páry zůstal po rekonstrukci jediný parní dóm. Výkon lokomotivy stoupl na cca 1200 PS, takže na rovině uvezly vlak o hmotnosti 1200 t rychlostí 49 km/h a na stoupání 10 ‰ 500 t rychlostí 28 km/h. Dobře se osvědčily i na trati svého původního nasazení – Most – Moldava. Rekonstrukce se prováděly v letech 1925 – 1933 v dílnách v Plzni, Nymburce a Lounech. Nové lokomotivy byly označeny řadou 524.2. V roce 1933 tak řada 523.0 u ČSD zanikla. Později se provoz těchto lokomotiv dále zhospodárnil dosazením injektoru na výfukovou páru.
V roce 1938 musely ČSD předat DR 50 lokomotiv této řady, ty je označily řadou 57.7. V roce 1972 byly u ČSD vyřazeny poslední dva stroje – 524.207 a 524.214. Žádná z těchto lokomotiv se nezachovala.

## Zachované stroje
- 180.01 Technické muzeum Vídeň

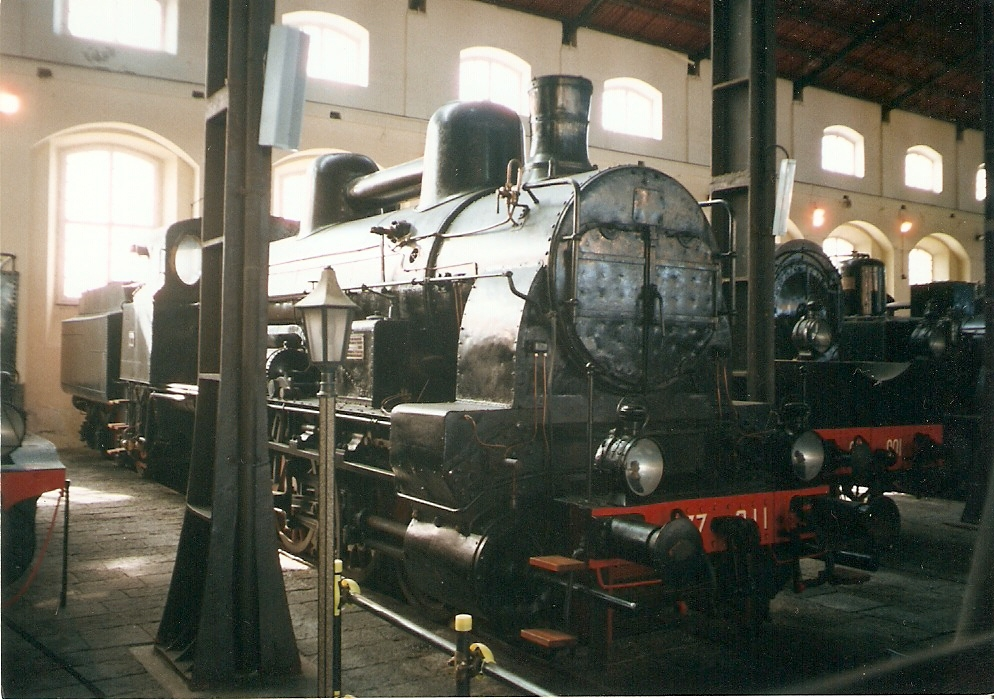
477.011 FS v železničním muzeu v Pietrarse

- FS 477.011 (ex 180.56) muzeum Pietrarsa (jižně od Neapole). Tato lokomotiva byla vyrobena v roce 1904 pod v.č. 120 v První Českomoravské.